# Flughafen Batumi

i8
i11
i13
Der Internationale Flughafen Batumi (georgisch ბათუმის ალექსანდრე ქართველის სახელობის საერთაშორისო აეროპორტი, batumis Aleksandre Kartwelis sachelobis saertaschoriso aeroporti, englisch Batumi International Airport, IATA-Code: BUS, ICAO-Code: UGSB) ist der drittgrößte Verkehrsflughafen in Georgien. Er liegt etwa vier Kilometer südwestlich der Innenstadt von Batumi. Der Flughafen Batumi ist einer von drei internationalen Flughäfen in Georgien.

## Geschichte
Der Flughafen wurde am 26. Mai 2007 eröffnet. Mit einer Gesamtfläche von 3915 Quadratmetern (42.140 m²) war damals die Abfertigung von über 600.000 Passagieren pro Jahr möglich.
Nachdem im Jahr 2019 die Kapazitäten immer weiter ausgeschöpft wurden, beschloss man den Ausbau des bestehenden Terminals und die seit Eröffnung erste Renovierung.
Die Arbeiten, für die 17 Millionen US-Dollar investiert wurden, wurden im Frühjahr 2021 abgeschlossen. Die Fläche des Flughafens wurden auf 8000 Quadratmeter verdoppelt, was nun die Abfertigung von 1,2 Millionen Passagieren pro Jahr ermöglicht.
Teil der Arbeiten waren u. a. Erhöhung der Zahl der Bus-Gates, der Check-in- und Passkontrollschalter, Ausbau der Duty-free-Flächen und Parkplätze sowie der Ausbau und die Automatisierung der Gepäckförderanlagen.

## Fluggesellschaften und Ziele
Im Jahr 2021 wurden Ziele in Vorderasien und Osteuropa angeflogen.

## Statistik
Der Flughafen Batumi hat einen deutlichen Zuwachs an Passagieren seit seiner Renovierung im Jahr 2007 erfahren.
| Jahr | Anzahl Passagiere | Unterschied zum Vorjahr |
| ---- | ----------------- | ----------------------- |
| 2007 | 38.613            |                         |
| 2008 | 64.656            | ▲ 67,4 %                |
| 2009 | 46.044            | ▼ 28,8 %                |
| 2010 | 88.562            | ▲ 92,3 %                |
| 2011 | 133.852           | ▲ 51,1 %                |
| 2012 | 168.510           | ▲ 25,9 %                |
| 2013 | 208.977           | ▲ 24,0 %                |
| 2014 | 213.439           | ▲ 2,2 %                 |
| 2015 | 226.476           | ▲ 5,9 %                 |
| 2016 | 312.327           | ▲ 37,9 %                |
| 2017 | 495.668           | ▲ 58,7 %                |
| 2018 | 598.891           | ▲ 20,8 %                |
| 2019 | 624.178           | ▲ 4,2 %                 |